# Wiemers-Meyer Hof

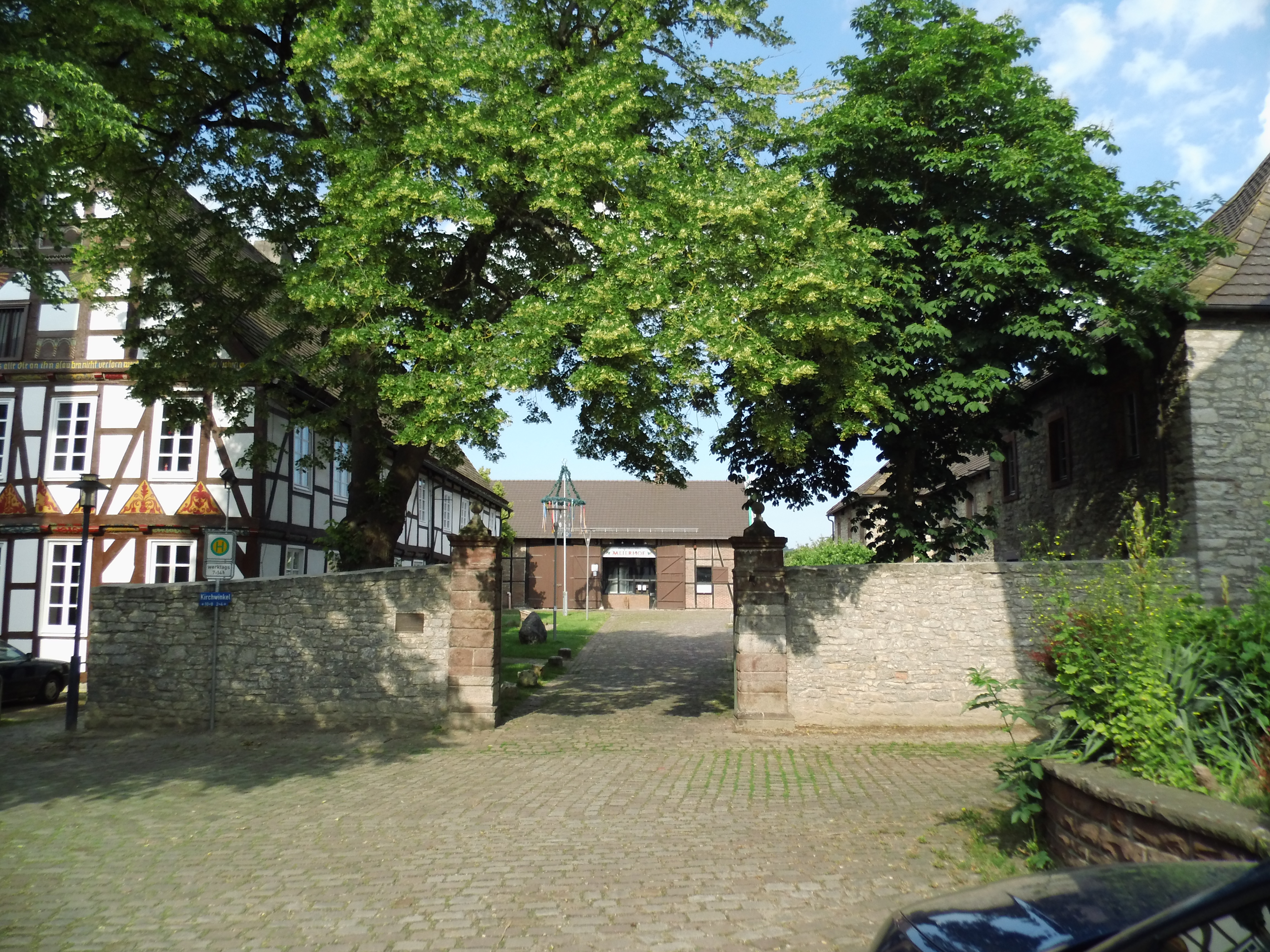
Gebäudekomplex Wiemers-Meyer Hof, 2019

Der Gebäudekomplex Wiemers-Meyer Hof ist ein Gutshof in der ostwestfälischen Stadt Höxter in Nordrhein-Westfalen. Er befindet sich im Ortsteil Ottbergen, am nördlichen Rand der Nethe. Die ehemalige adelige Hofstätte wurde schon im 9./10. Jahrhundert erwähnt und bildet zusammen mit der Kirche Heilig Kreuz von 1693/1904 den Mittelpunkt der Ortschaft. Das Gebäude steht unter Denkmalschutz.

## Geschichte
Der Wiemers-Meyer Hof, der zeitweise auch Gronefeldscher Meyerhof genannt wurde, wird in dem Hausbuch der Familie Gronefeld ab dem Jahre 1587 erwähnt. Um 1300 scheint aber die Familie von Papenheim bereits Besitzerin des Hofes gewesen zu sein. Um 1600 gehörte der Ottberger Hof der Familie von Kanne, die im benachbarten Bruchhausen schon Güter hatte. Friedrich Mordian von Kanne verkaufte seine Ottberger Besitzungen 1650 an den Rittmeister Gerhard von Gronefeld.
Im Jahre 1787 wurde das Wohnhaus an die Familie Büttner verkauft. Nach 1800 war Karl Büttner lange Besitzer des Gutes, dessen Witwe 1870 den Hof an die Brakeler Händler Weiler und Flechtheim verkaufte, die das Gut parzellierten. Das Restgut übernahm 1875 die Familie Göllner. Wilhelm Göllner übertrug es im Jahr 1892 an sein Sohn August. Nach dessen Tod wurde seine Witwe Caroline Göllner, geb. Wiemers, Eigentümerin des Hofes.
Da die Witwe Göllner keine Nachfahren hatte, überschrieb sie den Hof 1928 ihrem Neffen Johannes Wiemers-Meyer, nach dem der Hof seinen heutigen Namen erhielt. Im Jahre 1973 gingen Hof- und Gebäudefläche auf die Stadt Höxter über. 1985 wurden Ost- und Westteil des Wohnhauses mit Scheune und Wirtschaftsgebäude samt Ummauerung und Toreinfahrt in die Liste der Baudenkmäler in Höxter eingetragen.

## Gebäude

### Wohnhaus

#### Wohnhaus (östlicher Teil)

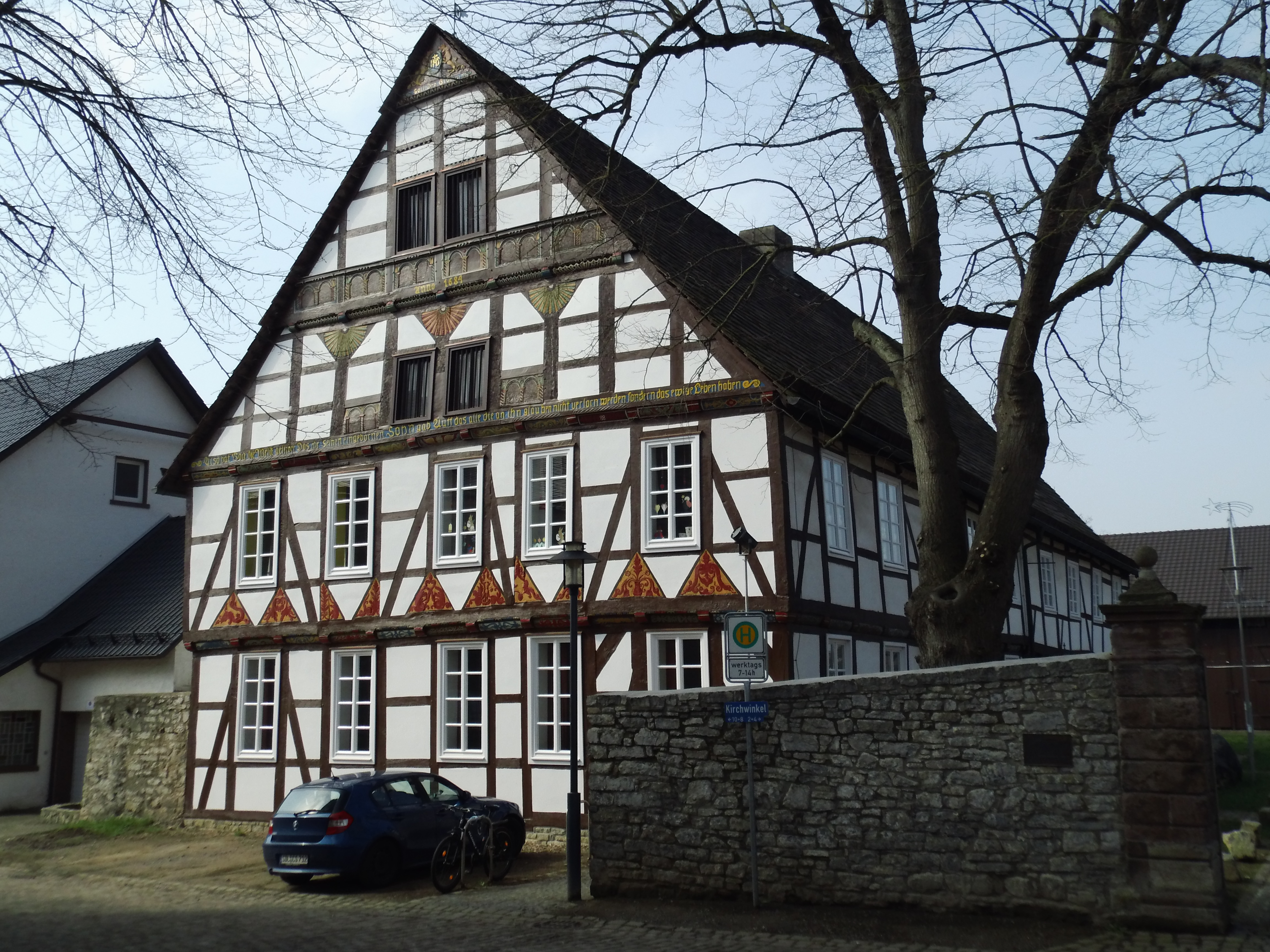
Wohnhaus Ostteil mit Schmuckgiebel

Das Wohnhaus ist ein zweigeschossiges langgestrecktes Fachwerkhaus mit Satteldach, das traufenständig steht. Die Dachabdeckung besteht aus Sollingplatten. Der Giebel des Fachwerkhauses ist mehrfach vorkragend mit geschmückten Fußbögen beziehungsweise Brüstungs-Bogen-Fries. Am Giebel befindet sich eine Inschrift mit der Datumsangabe 1684.
Im Jahr 1982 wurde das Gebäude umfangreich saniert. Über die Sanierung des Giebels wurde im Rat der Stadt Höxter gestritten. Eine Verschalung mit Lärchenholz wurde vorgeschlagen. Dann aber wurde der 150 m² große Schmuckgiebel 2018 fachmännisch restauriert. Durch früher falsch eingesetzte Baumaterialien wie Epoxidharz auf Holzoberflächen und verputzte Hohlziegel in den Gefachen konnte die eingedrungene Feuchtigkeit nicht richtig entweichen, und die Balken wurden faul und brüchig. Zudem waren viele Elemente schlicht verwittert und mussten ebenfalls überarbeitet werden. Erneuert wurden Gefach-Füllungen nun mit ökologischen Lehmziegeln. Statt Epoxidharz wurde Leinöl verwendet. Seit der Sanierung ist der Ostflügel des Wohnhauses das Pfarrheim der Katholischen Kirchengemeinde Hl. Kreuz.

#### Wohnhaus (westlicher Teil)

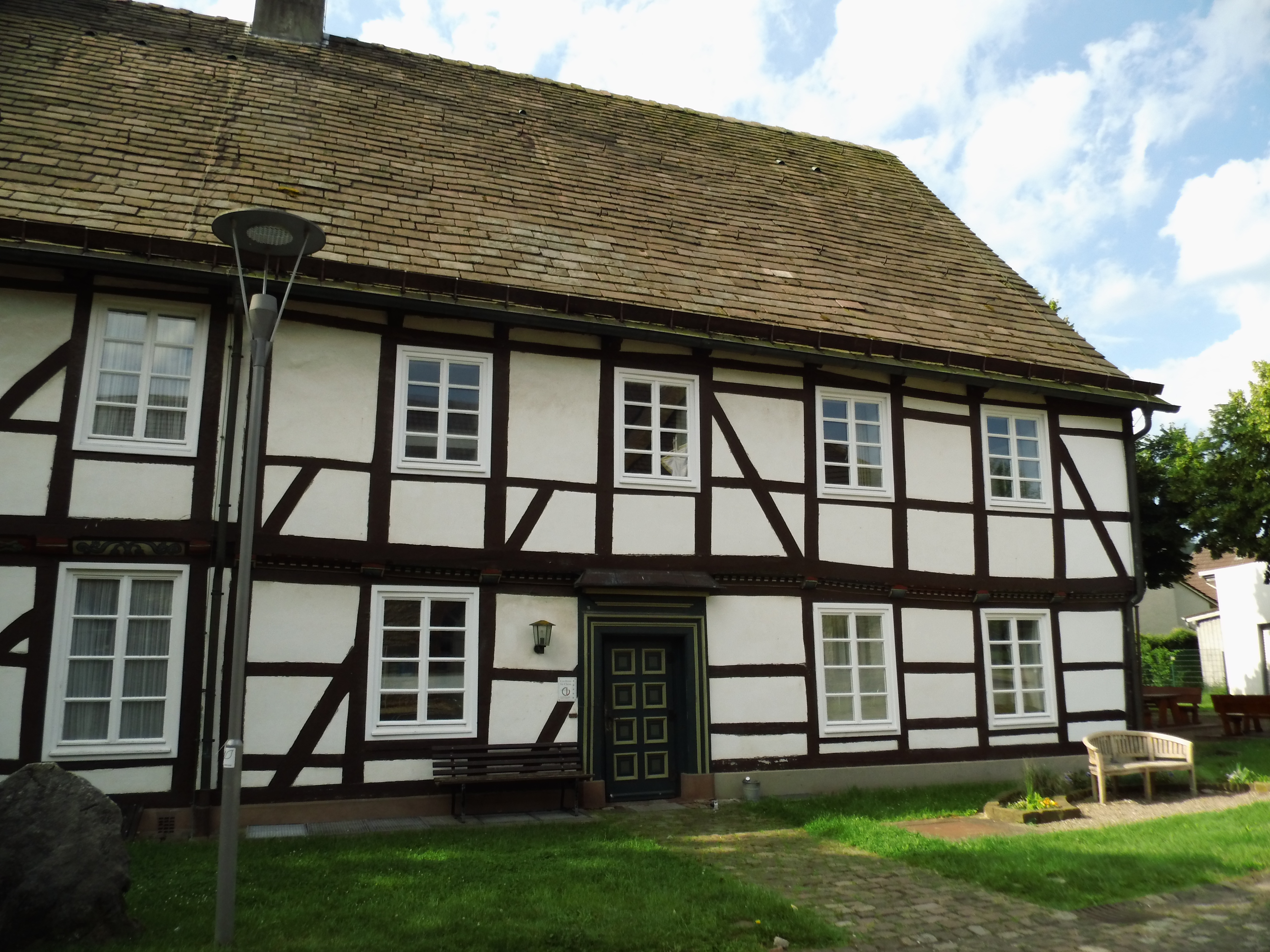
Wohnhaus Westteil

Das Wohnhaus des Gutshofes ist ein hohes, zweigeschossiges langgestrecktes Fachwerktraufenhaus mit Sollingsatteldach. Der Giebel ist mehrfach vorkragend mit Zahnschnittfries. Beim Umbau 1980/1982 wurde ein desolater Kamin mit Sandsteinplatte (Inschrift 1595) gefunden.

### Scheune

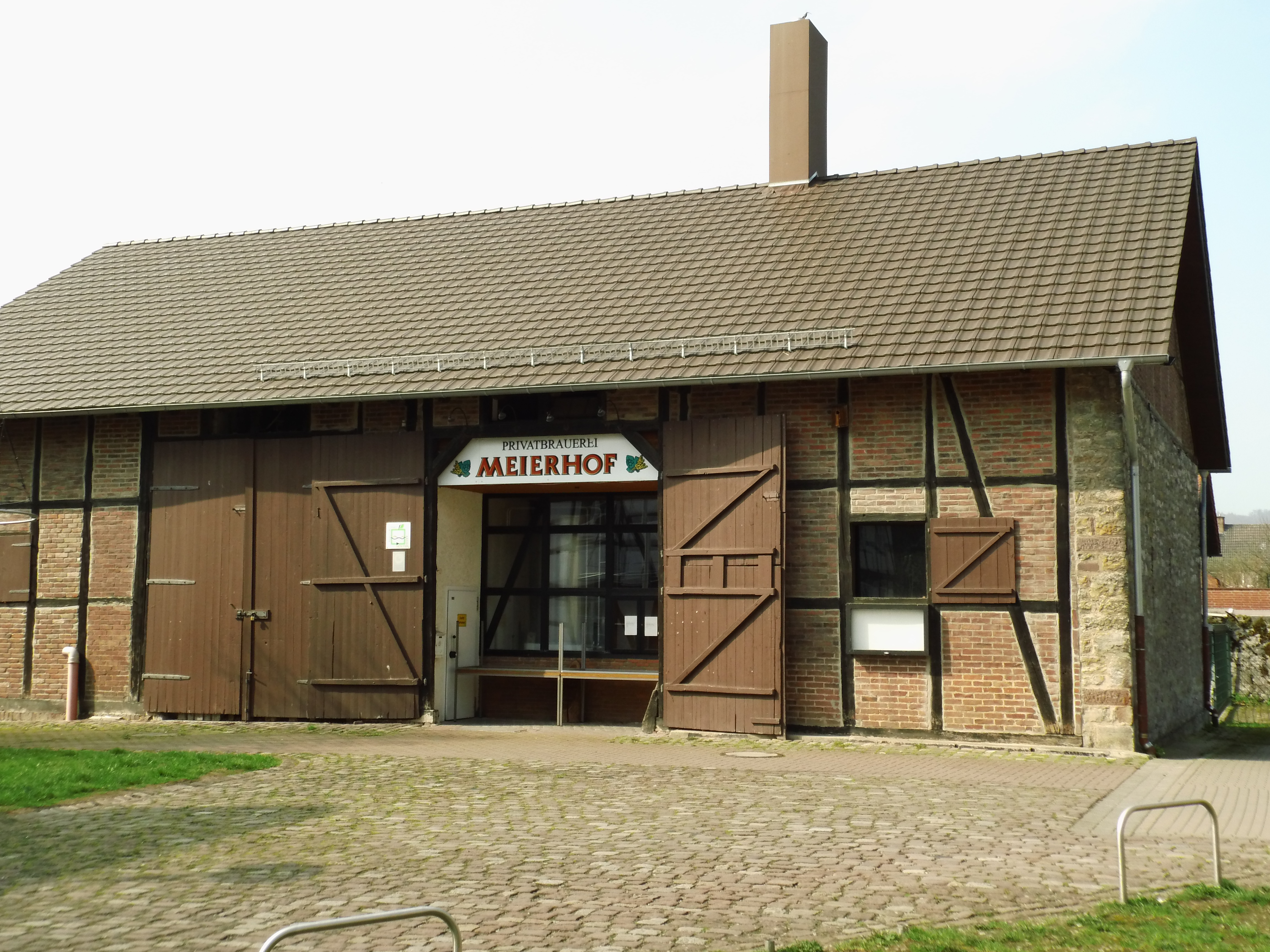
Scheune

Die Scheune ist eine Fachwerkscheune mit Satteldach. Der Giebel ist aus Bruchsteinen errichtet. Die Gefache sind mit Ziegel ausgemauert. Für die Fachwerkscheune konnte zunächst keine Nutzung gefunden werden. Doch im Jahr 2002 eröffnete die Privatbrauerei Meierhof in der Scheune ihre Pforten und braute dort bis 2015 Bier. Der Braubetrieb wurde eingestellt und die Räume dienten bis zur völligen Aufgabe der Aktivitäten 2018 nur noch als Lagerraum.

### Wirtschaftsgebäude

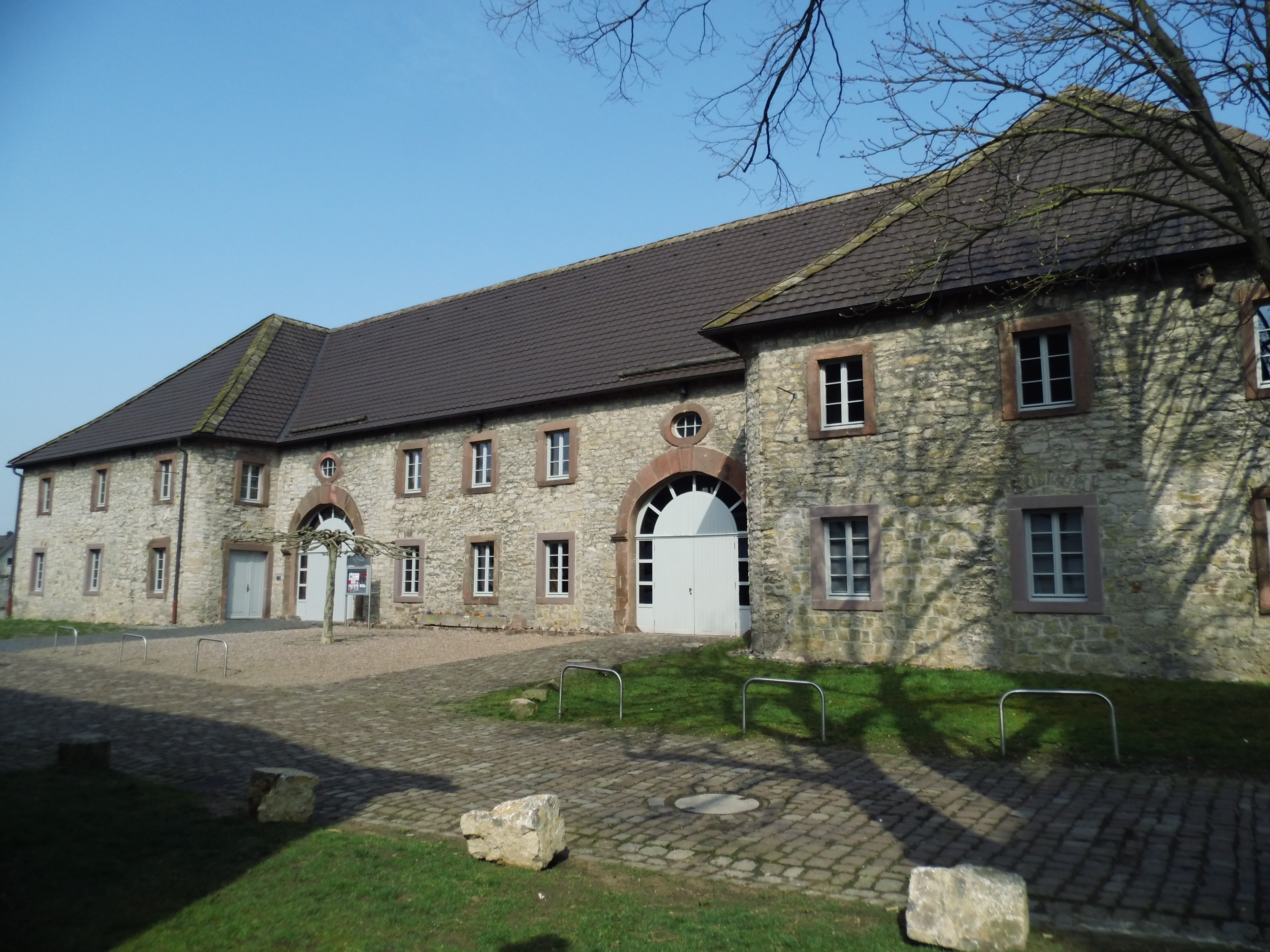
Wirtschaftsgebäude

Das ehemalige Wirtschaftsgebäude ist ein dreiflügeliger Bruchsteinbau. Im Mittelteil befinden sich zwei große Toreinfahrten. Nach Übernahme des Gebäudekomplexes durch die Stadt Höxter im Jahre 1973 wurde intensiv über einen Nutzungsplan nachgedacht. Die Gemeinde Ottbergen hatte keinen überdachten Versammlungsort. Deshalb reifte der Gedanke, aus dem Gebäude einen Versammlungsort für die Ottberger Vereine zu machen. Die Kulturgemeinschaft Ottbergen engagierte sich zusammen mit der Stadt Höxter in Planung und Ausführung des Umbaus. Die Planungen gingen dahin, die Ansicht des Gebäudes wieder wie vor ca. 100 Jahren zu erstellen.
Am Gebäude waren durch die ständige Einwirkung von Feuchtigkeit Schäden erstanden, die eine Erneuerung der Dacheindeckung und eine Teilsanierung des Dachstuhls zwingend erforderlich machten. Diese Arbeiten wurden von Fachfirmen ausgeführt. Es waren aber auch erhebliche
Eigenleistungen der Kulturgemeinschaft zu erbringen.
2005 begannen die Vorarbeiten für die Sanierung von Dach und Ausbesserung des Außenmauerwerks. Am 1. Oktober 2005 konnte Richtfest gefeiert werden. Damit bei Hinweisen auf den Veranstaltungsort im Bereich des Ensembles Wiemer-Meyerscher Hof eine genaue Bezeichnung der einzelnen Gebäude möglich ist, sollte das Stallgebäude einen eigenen Namen erhalten. Die Kulturgemeinschaft startete einen Wettbewerb. Es gewann der Vorschlag „KuStall“. Die Einweihungsfeier fand am 2. Oktober 2010 statt.